# Saison 1949-1950 du Stade rennais UC
Maillots
Chronologie
Saison précédente Saison suivante
La saison 1949-1950 du Stade rennais Université Club débute le 21 août 1949 avec la première journée du Championnat de France de Division 1, pour se terminer le 21 mai 1950 avec la dernière journée de cette compétition.
Le Stade rennais UC est également engagé en Coupe de France.

## Résumé de la saison
À l'intersaison, l'effectif rennais reste relativement stable. Le départ majeur est celui de Salvador Artigas, qui retourne dans son pays puisqu'il rejoint la Real Sociedad de Saint-Sébastien. Dans le sens inverse, aucune arrivée importante n'est à signaler, sinon celle de l'Anglais Geoffrey Taylor en attaque. Pourtant, plusieurs joueurs rennais étaient convoités, dont le buteur Jean Grumellon, devenu international pendant l'été, que souhaitaient engager les Girondins de Bordeaux. Trop cher, le Malouin reste en Bretagne.
Conséquence du départ d'Artigas ? Le Stade rennais démarre son championnat sur la mauvaise pente. Une seule victoire est à noter lors des neuf premières journées, et il faut attendre la seconde partie de la saison pour que les "Rouge et Noir" parviennent enfin à enchaîner une série de matchs sans défaite. Parmi les maux récurrents de cette équipe rennaise, une fâcheuse tendance à concéder des matchs nuls à domicile, route de Lorient. 
Point fort de l'effectif, encore et toujours Jean Grumellon, sacré cette fois meilleur buteur de Division 1 avec 25 réalisations. Un titre acquis sur le tard, l'attaquant marquant douze de ses buts lors des dix dernières journées du championnat. Son réveil qui permet au Stade rennais de finir la saison à la neuvième place, tout juste un rang en dessous de sa meilleure position de l'année. Grumellon lui succède dans le panthéon rennais à Walter Kaiser, auteur d'une performance similaire lors de la saison 1932-1933.
En Coupe de France, les saisons se suivent et se ressemblent pour le Stade rennais, qui échoue pour la troisième année consécutive en huitièmes de finale, cette fois face à l'AS Troyenne et Savinienne.

## Transferts en 1949-1950
| Nom                | Nationalité | Provenance/Destination   |
| Arrivées           |             |                          |
| René Bouteiller    | France      | US Pons                  |
| Alain Lachèze      | France      | Stade lavallois          |
| Louis Pinat        | France      | AS Servannaise           |
| André Sorel        | France      | SRUC amateurs            |
| Geoffrey Taylor    | Angleterre  | Brighton and Hove Albion |
| Départs            |             |                          |
| Salvador Artigas   | Espagne     | Real Sociedad            |
| Elpidio Coppa      | Italie      | AS Casale FBC            |
| Alfred Gérard      | France      | FC Nantes                |
| Alexandre Le Berre | France      | Stade lamballais         |
| Karl Lechner       | Autriche    | AS Béziers               |
| Émile Legangnoux   | France      | RC Strasbourg            |
| Robert Ponceau     | France      | SRUC amateurs            |
| Fernand Pordié     | France      | Angers SCO               |

## L'effectif de la saison
| Poste¹ | Nat.² | Nom                | Naissance        | Sélection³ | Championnat | Championnat | Coupe France | Coupe France | Total Saison | Total Saison |
| Poste¹ | Nat.² | Nom                | Naissance        | Sélection³ | M           | But inscrit | M            | But inscrit  | M            | But inscrit  |
| ------ | ----- | ------------------ | ---------------- | ---------- | ----------- | ----------- | ------------ | ------------ | ------------ | ------------ |
| A      | FRA   | Claude Battistella | 2 janvier 1928   | -          | 28          | 0           | 2            | 0            | 30           | 0            |
| A      | FRA   | Georges Bourdin    | 27 novembre 1927 | -          | 5           | 3           | 0            | 0            | 5            | 3            |
| A      | FRA   | René Bouteiller    | 30 décembre 1925 | -          | 11          | 3           | 0            | 0            | 11           | 3            |
| D      | FRA   | Jean Combot        | 19 novembre 1928 | B          | 27          | 6           | 2            | 0            | 29           | 6            |
| A      | FRA   | Jacques Cousin     | 6 mai 1921       | -          | 33          | 8           | 3            | 4            | 36           | 12           |
| A      | FRA   | Jean Grumellon     | 1er juin 1923    | A          | 31          | 25          | 1            | 4            | 32           | 29           |
| D      | FRA   | Henri Guérin       | 27 août 1921     | A          | 33          | 2           | 3            | 0            | 36           | 2            |
| A      | FRA   | Robert Hauvespre   | 25 décembre 1923 | -          | 13          | 1           | 3            | 0            | 16           | 1            |
| D      | FRA   | Robert Hennequin   | 21 mars 1920     | -          | 31          | 1           | 2            | 1            | 33           | 2            |
| A      | FRA   | Alain Lachèze      | 10 mars 1925     | -          | 11          | 2           | 3            | 2            | 14           | 4            |
| A      | FRA   | Paul Le Dren       | 25 janvier 1929  | -          | 4           | 1           | 0            | 0            | 4            | 1            |
| A      | FRA   | Jean Mankowski     | 10 octobre 1927  | -          | 1           | 1           | 0            | 0            | 1            | 1            |
| A      | FRA   | Marcel Mansat      | 7 décembre 1924  | B          | 21          | 1           | 1            | 0            | 22           | 1            |
| G      | FRA   | Joseph Mattioni    | 16 novembre 1923 | B          | 6           | 0           | 0            | 0            | 6            | 0            |
| M      | FRA   | Oswaldo Minci      | 14 avril 1924    | -          | 31          | 2           | 3            | 2            | 34           | 4            |
| G      | FRA   | Louis Pinat        | 12 août 1929     | B          | 2           | 0           | 0            | 0            | 2            | 0            |
| A      | FRA   | Guy Rabstejnek     | 7 août 1924      | -          | 19          | 2           | 3            | 0            | 22           | 2            |
| G      | FRA   | Guy Rouxel         | 24 janvier 1926  | B          | 26          | 0           | 3            | 0            | 29           | 0            |
| D      | FRA   | Maurice Sellin     | 21 février 1920  | -          | 19          | 0           | 2            | 0            | 21           | 0            |
| D      | FRA   | André Sorel        | 19 avril 1924    | -          | 1           | 0           | 1            | 0            | 2            | 0            |
| A      | ENG   | Geoffrey Taylor    | 22 janvier 1923  | -          | 21          | 5           | 1            | 0            | 22           | 5            |

- 1 : G, Gardien de but ; D, Défenseur ; M, Milieu de terrain ; A, Attaquant
- 2 : Nationalité sportive, certains joueurs possédant une double-nationalité
- 3 : sélection la plus élevée obtenue

## Équipe-type
Il s'agit de la formation la plus courante rencontrée en championnat.

## Rencontres de la saison

### Liste
| Match | Date         | Compétition     | Tour        | Adversaire              | Lieu ¹ | Score | Class. | Buteurs pour le Stade rennais |
| ----- | ------------ | --------------- | ----------- | ----------------------- | ------ | ----- | ------ | ----------------------------- |
| 1     | 21 août      | Division 1      | 1           | Stade français-Red Star | E      | 1–3   | 15     | Mankowski                     |
| 2     | 28 août      | Division 1      | 2           | Reims                   | D      | 1–1   | 18     | Hennequin                     |
| 3     | 4 septembre  | Division 1      | 3           | Sochaux                 | E      | 1-2   | 17     | Grumellon                     |
| 4     | 11 septembre | Division 1      | 4           | Marseille               | D      | 1–1   | 16     | Bourdin                       |
| 5     | 18 septembre | Division 1      | 5           | Montpellier             | E      | 6–5   | 10     | Bourdin Bouteiller Grumellon  |
| 6     | 22 septembre | Division 1      | 6           | Lille                   | D      | 0-3   | 14     |                               |
| 7     | 25 septembre | Division 1      | 7           | Nancy                   | E      | 1-3   | 16     | Bouteiller                    |
| 8     | 2 octobre    | Division 1      | 8           | Bordeaux                | D      | 0–0   | 15     |                               |
| 9     | 16 octobre   | Division 1      | 9           | Saint-Étienne           | E      | 2–2   | 16     | Combot Grumellon              |
| 10    | 23 octobre   | Division 1      | 10          | Strasbourg              | E      | 3–2   | 13     | Cousin Bouteiller Grumellon   |
| 11    | 6 novembre   | Division 1      | 11          | RC Paris                | D      | 1–2   | 15     | Cousin                        |
| 12    | 20 novembre  | Division 1      | 12          | Lens                    | E      | 3-3   | 14     | Cousin Grumellon              |
| 13    | 27 novembre  | Division 1      | 13          | Sète                    | D      | 4-2   | 14     | Combot Guérin Lachèze         |
| 14    | 4 décembre   | Division 1      | 14          | Toulouse                | E      | 2–3   | 14     | Guérin Cousin                 |
| 15    | 18 décembre  | Division 1      | 15          | Metz                    | E      | 2–1   | 14     | Cousin Grumellon              |
| 16    | 25 décembre  | Division 1      | 16          | Nice                    | D      | 5-2   | 10     | Combot Lachèze Grumellon      |
| 17    | 1er janvier  | Division 1      | 17          | Roubaix                 | D      | 1-1   | 9      | Grumellon                     |
| 18    | 8 janvier    | Coupe de France | 1/32 finale | SO Pont-de-Chéruy       | N      | 9-1   | 9-1    | Hennequin Cousin Grumellon    |
| 19    | 15 janvier   | Division 1      | 18          | Reims                   | E      | 1–3   | 11     | Cousin                        |
| 20    | 22 janvier   | Division 1      | 19          | Sochaux                 | D      | 1–2   | 14     | Mansat                        |
| 21    | 29 janvier   | Division 1      | 20          | Marseille               | E      | 1–3   | 14     | Hauvespre                     |
| 22    | 5 février    | Coupe de France | 1/16 finale | Nantes                  | N      | 3-1   | 3-1    | Lachèze Minci                 |
| 23    | 12 février   | Division 1      | 21          | Montpellier             | D      | 5-1   | 13     | Combot Minci Cousin Grumellon |
| 24    | 16 février   | Division 1      | 22          | Lille                   | E      | 0–1   | 13     |                               |
| 25    | 19 février   | Division 1      | 23          | Nancy                   | D      | 2–1   | 13     | Taylor Rabstejnek             |
| 26    | 26 février   | Coupe de France | 1/8 finale  | Troyes                  | N      | 1-2   | 1-2    | Minci                         |
| 27    | 5 mars       | Division 1      | 24          | Bordeaux                | E      | 1-2   | 13     | Taylor                        |
| 28    | 12 mars      | Division 1      | 25          | Saint-Étienne           | D      | 3-1   | 12     | Cousin Grumellon              |
| 29    | 19 mars      | Division 1      | 26          | Stade français-Red Star | D      | 5–0   | 10     | Taylor Le Dren Grumellon      |
| 30    | 26 mars      | Division 1      | 27          | Strasbourg              | D      | 1-1   | 10     | Grumellon                     |
| 31    | 9 avril      | Division 1      | 28          | RC Paris                | E      | 2–1   | 10     | Rabstejnek Grumellon          |
| 32    | 16 avril     | Division 1      | 29          | Lens                    | D      | 1-1   | 10     | Grumellon                     |
| 33    | 23 avril     | Division 1      | 30          | Sète                    | E      | 1–0   | 10     | Grumellon                     |
| 34    | 30 avril     | Division 1      | 31          | Toulouse                | D      | 0-0   | 9      |                               |
| 35    | 7 mai        | Division 1      | 32          | Roubaix                 | E      | 2–2   | 9      | Meuris (csc) Grumellon        |
| 36    | 14 mai       | Division 1      | 33          | Metz                    | D      | 3–1   | 8      | Taylor Grumellon              |
| 37    | 21 mai       | Division 1      | 34          | Nice                    | E      | 1–2   | 9      | Grumellon                     |

- 1 N : terrain neutre ; D : à domicile ; E : à l'extérieur ; drapeau : pays du lieu du match international

## Bilan des compétitions
| Compétition     | Vainqueur final       | Débute au tour | Place ou tour final | Première rencontre | Dernière rencontre | Nombre |
| --------------- | --------------------- | -------------- | ------------------- | ------------------ | ------------------ | ------ |
| Division 1      | Girondins de Bordeaux | 1re journée    | 9e                  | 21 août 1949       | 21 mai 1950        | 34     |
| Coupe de France | Stade de Reims        | 1/32 de finale | 1/8 de finale       | 8 janvier 1950     | 26 février 1950    | 3      |

### Division 1

#### Classement
| Rang | Équipe            | Pts | J  | G  | N  | P  | Bp | Bc | Diff |
| ---- | ----------------- | --- | -- | -- | -- | -- | -- | -- | ---- |
| 6    | Sochaux           | 38  | 34 | 16 | 6  | 12 | 65 | 51 | +14  |
| 7    | RC Paris          | 36  | 34 | 14 | 8  | 12 | 67 | 56 | +11  |
| 8    | Marseille         | 35  | 34 | 13 | 9  | 12 | 56 | 60 | -4   |
| 9    | Rennes            | 34  | 34 | 12 | 10 | 12 | 64 | 58 | +6   |
| 10   | Roubaix-Tourcoing | 33  | 34 | 9  | 15 | 10 | 49 | 46 | +3   |
| 11   | Saint-Étienne     | 32  | 34 | 12 | 8  | 14 | 60 | 58 | +2   |
| 12   | Nancy             | 31  | 34 | 12 | 7  | 15 | 52 | 58 | -6   |

#### Résultats
| Total  | Total  | Total | Total | Total | Total | Total | Total | Domicile | Domicile | Domicile | Domicile | Domicile | Domicile | Extérieur | Extérieur | Extérieur | Extérieur | Extérieur | Extérieur |
| Matchs | Points | V     | N     | D     | BP    | BC    | Diff. | V        | N        | D        | BP       | BC       | Diff.    | V         | N         | D         | BP        | BC        | Diff.     |
| ------ | ------ | ----- | ----- | ----- | ----- | ----- | ----- | -------- | -------- | -------- | -------- | -------- | -------- | --------- | --------- | --------- | --------- | --------- | --------- |
| 34     | 34     | 12    | 10    | 12    | 64    | 58    | +6    | 7        | 7        | 3        | 34       | 20       | +14      | 5         | 3         | 9         | 30        | 38        | -8        |

#### Résultats par journée
| Journée   | 01 | 02 | 03 | 04 | 05 | 06 | 07 | 08 | 09 | 10 | 11 | 12 | 13 | 14 | 15 | 16 | 17 | 18 | 19 | 20 | 21 | 22 | 23 | 24 | 25 | 26 | 27 | 28 | 29 | 30 | 31 | 32 | 33 | 34 |
| --------- | -- | -- | -- | -- | -- | -- | -- | -- | -- | -- | -- | -- | -- | -- | -- | -- | -- | -- | -- | -- | -- | -- | -- | -- | -- | -- | -- | -- | -- | -- | -- | -- | -- | -- |
| Terrain   | E  | D  | E  | D  | E  | D  | E  | D  | E  | E  | D  | E  | D  | E  | E  | D  | D  | E  | D  | E  | D  | E  | D  | E  | D  | D  | D  | E  | D  | E  | D  | E  | D  | E  |
| Résultats | D  | N  | D  | N  | V  | D  | D  | N  | N  | V  | D  | N  | V  | D  | V  | V  | N  | D  | D  | D  | V  | D  | V  | D  | V  | V  | N  | V  | N  | V  | N  | N  | V  | D  |
| Points    | 0  | 1  | 1  | 2  | 4  | 4  | 4  | 5  | 6  | 8  | 8  | 9  | 11 | 11 | 13 | 15 | 16 | 16 | 16 | 16 | 18 | 18 | 20 | 20 | 22 | 24 | 25 | 27 | 28 | 30 | 31 | 32 | 34 | 34 |
| Place     | 15 | 18 | 17 | 16 | 10 | 14 | 16 | 15 | 16 | 13 | 15 | 14 | 14 | 14 | 14 | 10 | 9  | 11 | 14 | 14 | 13 | 13 | 13 | 13 | 12 | 10 | 10 | 10 | 10 | 10 | 9  | 9  | 8  | 9  |

Source : Liste des rencontres

Terrain : D = Domicile ; E = Extérieur. Résultat: D = Défaite ; N = Nul ; V = Victoire.